# Bruno Ferraz
Bruno Ferraz das Neves (ur. 11 czerwca 1984) – brazylijski piłkarz występujący na pozycji pomocnika.

## Kariera piłkarska
Od 2001 do 2013 roku występował w Grêmio, Fluminense FC, Santa Cruz, Joinville, Cruzeiro EC, Noroeste, Metropolitano, Porto Alegre, Consadole Sapporo, Guarani FC, Mogi Mirim
Roma i Rio Branco.